# Ignác (film)
Az Ignác (eredeti cím: Ignacio de Loyola) 2016-ban bemutatott Fülöp-szigeteki film, amelyet Paolo Dy rendezett.
A forgatókönyvet Paolo Dy, Pauline Mangilog-Saltarin, Emmanuel Alfonso, SJ és Ian Victoriano írták. A producerei Pauline Mangilog-Saltarin és Ernestine Tamana. A főszerepekben Andreas Muñoz, Javier Godino és Julio Perillán láthatóak. A zeneszerzője Ryan Cayabyab. A tévéfilm gyártója a Jesuit Communications, forgalmazója a Solar Pictures. Műfaja történelmi film és filmdráma. Fülöp-szigeteken 2016. július 27-én, Magyarországon 2017. május 25-én mutatták be a mozikban.

## Szereplők
| Szereplő                                                                            | Színész             | Magyar hang     |
| ----------------------------------------------------------------------------------- | ------------------- | --------------- |
| Loyolai Szent Ignác                                                                 | Andreas Muñoz       | Szatory Dávid   |
| Xanti                                                                               | Javier Godino       | Papp Dániel     |
| Sanchez atya                                                                        | Julio Perillán      | Schmied Zoltán  |
| Frias inkvizítor                                                                    | Gonzalo Trujillo    | Dányi Krisztián |
| Doña Ines Pascual                                                                   | Isabel García Lorca | Für Anikó       |
| Don Beltran de Loyola                                                               | Lucas Fuica         | Zöld Csaba      |
| Calixto                                                                             | Mario de la Rosa    | Dolmány Attila  |
| Figueroa inkvizítor                                                                 | Jonathan D. Mellor  | Jakab Csaba     |
| Catalina hercegnő                                                                   | Tacuara Casares     | Vágó Bernadett  |
| Gallo inkvizítor                                                                    | Imanol Reta         | Csankó Zoltán   |
| Anna                                                                                | Marta Codina        | Wégner Judit    |
| További magyar hangok                                                               |                     |                 |
| Barbinek Péter, Horváth-Töreki Gergely, Kis-Kovács Luca, Makranczi Zalán, Tóth Márk |                     |                 |